# Nira Chamberlain
Nira Chamberlain CSci CMath (Birmingham, 17 juni 1969) is een Brits wiskundige gevestigd te Birmingham, Verenigd Koninkrijk. Hij is Principal Consultant bij SNC-Lavalin en is de voorzitter van het Institute of Mathematics and its Applications (IMA).

## Jeugdjaren en onderwijs
Chamberlain, geboren in Birmingham  genoot altijd van wiskunde op school. Ondanks een gebrek aan aanmoediging door zijn leraren, studeerde hij voor een BSc in wiskunde aan de Coventry Polytechnic, waar hij afstudeerde in 1991. Daarna vervolgde hij zijn studie aan de Loughborough University, waar hij in 1993 een MSc in Industrial Mathematical Modelling behaalde. In 2014 promoveerde hij aan de Portsmouth University, onder professor Andrew Osbaldestin met als titel Extension of the gambler's ruin problem played over networks (Uitbreiding van het gokker's ruïneprobleem gespeeld via netwerken).

## Onderzoek en carrière
Chamberlain werkte op vele locaties over de hele wereld en hielp een reeks industriële partners met wiskundige modellen. Hij creëerde een wiskundige kosten-baten afweging voor HMS Queen Elizabeth, door bedrijfskosten van vliegdekschepen gedurende hun levensduur versus operationele budgetten te modelleren. Deze toepassing van wiskunde in de echte wereld werd vermeld in de Encyclopedia of Mathematics and Society.
In 2012 was Chamberlain betrokken bij het Britse beta-wetenschapproject "Being a Professional Mathematician", waar zijn interview werd geselecteerd voor een iTunes-podcast.  In 2014 werd hij door de Science Council een van de beste wetenschappers van het VK genoemd. Voor deze onderscheiding werden slechts vijf wiskundigen geselecteerd. 
Hij is in 2020 lid van het Institute of Mathematics and its Applications (IMA) van de European Mathematical Society, van de Operational Research Society en van de London Mathematical Society. Hij werd in 2009 en opnieuw in 2015 benoemd tot lid van de Board van de IMA.
Chamberlain geeft regelmatig openbare lezingen, waarin hij de rol en betekenis van wiskunde voor menselijke prestaties bespreekt en de relevantie ervan in het dagelijks leven.  In 2016 gaf hij een eendaagse workshop op het London International Youth Science Forum bij het Imperial College London. Hij was in 2017 keynotespreker tijdens de New Scientist- workshop over "The Mathematical World". In 2019 gaf hij de Maxwell-lezing metde titel "The Mathematics that can stop an AI apocalypse" (De wiskunde die een Artificial Inteligence-apocalyps kan stoppen). Hij treedt regelmatig op in de Britse media en is BBC-deskundige, evenals spreker voor de Britse liefdadigheidsinstelling Speakers for Schools. 
Dr. Chamberlain won de titel "World's Most Interesting Mathematician" door de Big Internet Math Off in 2018 te winnen op basis van de stemmen van de lezers van Aperiodical.com.

## Diversiteit
Chamberlain is van Jamaicaanse afkomst en zet zich in voor meer diversiteit binnen de wiskundige wetenschappen. Via het goede doel Speakers for Schools geeft hij regelmatig lezingen op Britse openbare scholen.  Zijn lezing "The Black Heroes of Mathematics" is populair in het hele Verenigd Koninkrijk en wordt regelmatig herhaald tijdens Black History Month.  In 2016 werd hij door de Black Cultural Archives gevraagd om zijn eigen wiskundige biografie in te dienen, waarvan delen zijn gepubliceerd in Mathematics Today. In 2017 werd hij opgenomen in Powerlist, een jaarlijkse publicatie ter ere van de 100 meest invloedrijke Britten van Afrikaans en Afrikaans-Caribisch erfgoed, en was voor het laatst opgenomen in de edities van 2019, 2020 en 2021.  